# Hydrouprawa
Hydrouprawa − jedna z hydroponicznych metod uprawy stosowana wobec roślin doniczkowych. Rośliny uprawiane są w uwodnionym podłożu z zastosowaniem ziemi kwiatowej i keramzytu. W zależności od frakcji podłoża zmieniają się jego warunki tlenowe i wilgotnościowe.  